# سند علی
سند علی (انگلیسی: Sanad Ali؛ زادهٔ ۱۳ نوامبر ۱۹۸۸) بازیکن فوتبال اهل امارات متحده عربی است.